# Медведєва Ірина Олександрівна
Ірина Олександрівна Медведєва (14 серпня 1982) — російська акторка білоруського походження. Знімалася раніше в українофобному російському шоу «6 Кадров». Закінчила Білоруську державну академію мистецтв.
Народилася 14 серпня 1982 року в місті Бобруйську, СРСР.

## Вибіркова фільмографія
- 6 кадрів (2005—2014, скетч-шоу)
- Повернення тридцятого[2] (2005)
- Кадети (2007)
- Хлопець з Марса (2011)
- Джунглі (2012)